# Jean Hey

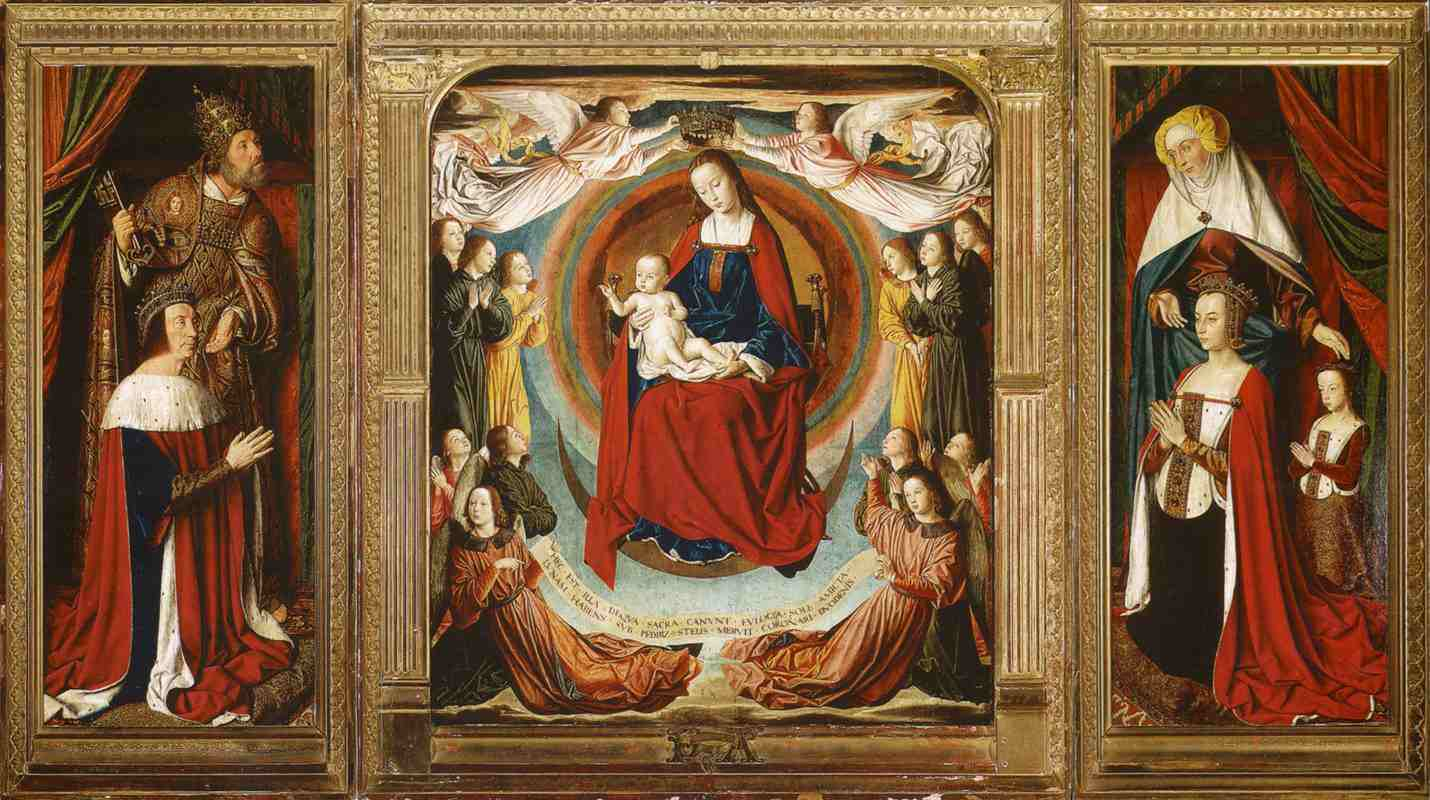
Triptiek van Moulins

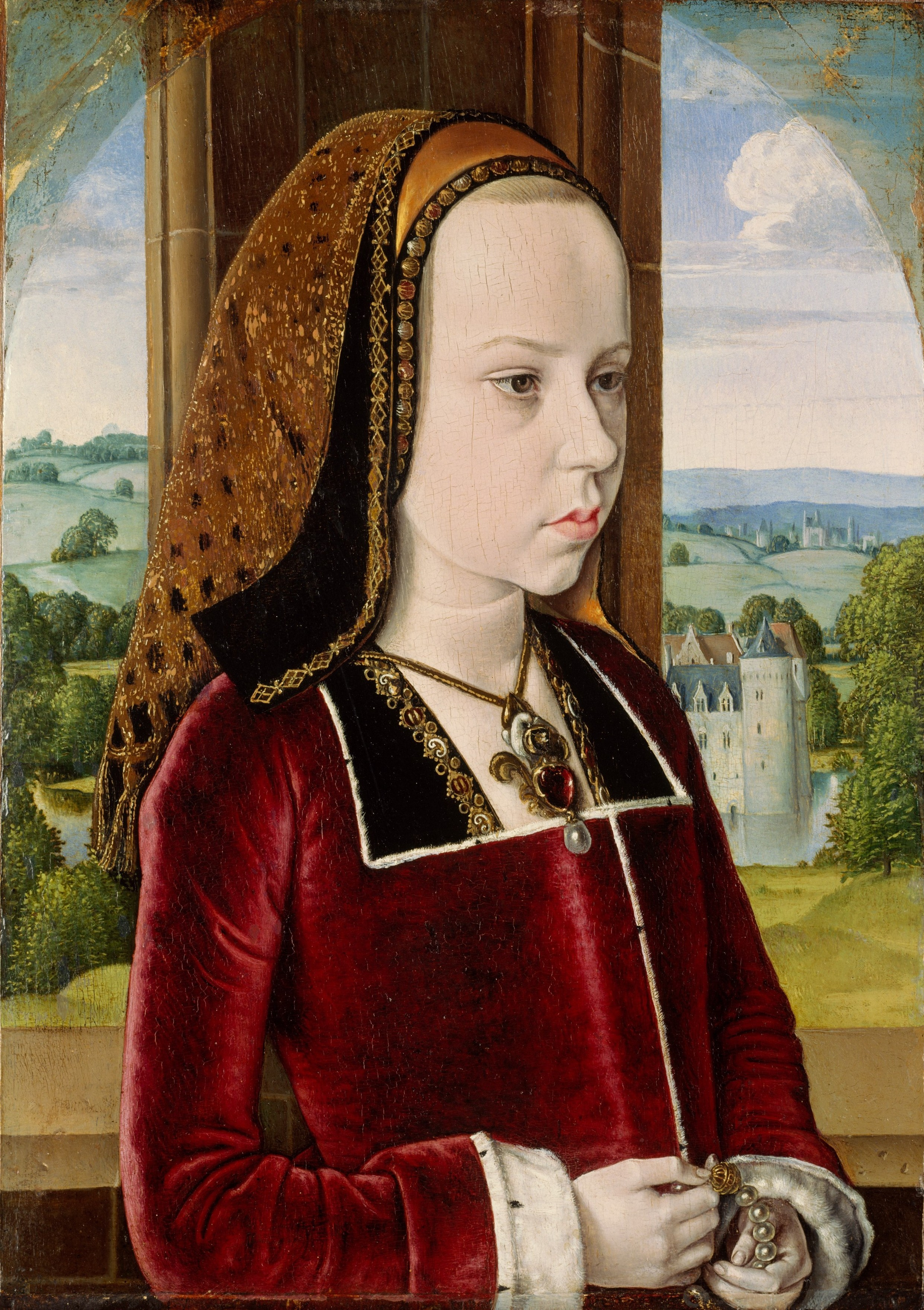
Portret van Margaretha van Oostenrijk

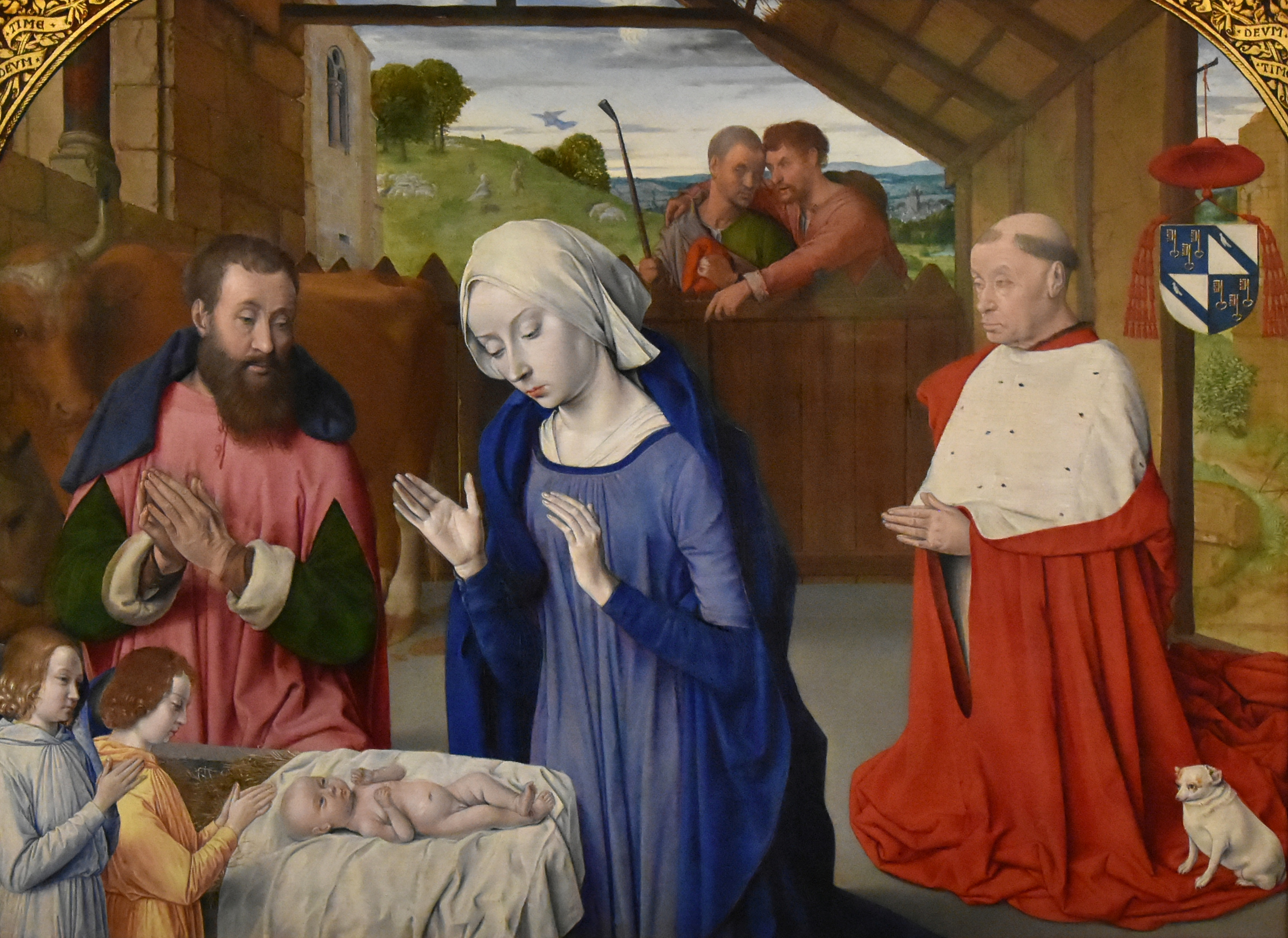
Geboorte van Jezus met donorportret van kardinaal Jean Rolin

Jean (de) Hey of Jan Hay (ca. 1450 – na 1504), in de kunstgeschiedenis ook bekend onder de noodnamen Meester van Moulins, Maître aux Anges en Meester van Bourbon, was een schilder en miniaturist uit de Bourgondische Nederlanden, behorend tot de Vlaamse Primitieven. Hij maakte religieuze werken en portretten in dienst van het Franse huis Bourbon.

## Leven
De Latijnse inscriptie op Ecce Homo (1494) in het Oldmasters Museum van Brussel noemt als auteur "Johannes Hey", een eminente Teutoonse schilder. In die tijd kon Teutoons verschillende betekenissen hebben, maar wellicht sloeg het op een Nederlandstalige. De stilistische verwantschap met de Vlaming Hugo van der Goes, bij wie Hey begin jaren 1470 in de leer kan zijn geweest, lijkt dat te bevestigen. 
Uit zijn eerste bekende schilderijen blijkt dat Hey werkte voor Jean Rolin, bisschop van Autun, en voor diens overste Karel II van Bourbon, aartsbisschop van Lyon. In die laatste stad bezorgde Bourbon hem in 1482 een benoeming tot beheerder van vrome nalatenschappen, maar bij diens dood in 1488 verloor hij dat ambt. Hij werd vervolgens hofschilder van hertog Peter II van Bourbon in Moulins. Ondertussen behield hij banden met zijn vaderland, als we aannemen dat de Brusselse archiefstukken over "Jan Hay" onze schilder betreffen: hij werd er in 1484 door huwelijk poorter en erfde er in 1491 een huis in de Stormstraat.
Met het overlijden van Peter van Bourbon in 1503 verloor Hey opnieuw zijn patroon. Enkele maanden later vermeldde Jean Lemaire de Belges de schilder in een treurdicht voor Lodewijk van Luxemburg (1467-1503). "Jehan Hay" werd er in één adem genoemd met Leonardo da Vinci en Gentile Bellini. Nadien wordt van hem niets meer vernomen, zodat mag worden verondersteld dat hij niet lang na 1504 gestorven is.

## Werk
Ecce Homo (1494) in het Oldmasters Museum van Brussel is het enige schilderij dat met zekerheid aan Jean Hey is toe te schrijven, dankzij een inscriptie op de rugzijde. De opdrachtgever was Jean Cueillette, secretaris van koning Karel VIII. Op stilistische gronden werd het werk in 1948 gelinkt aan het oeuvre van de Meester van Moulins. Sindsdien heeft documentair bewijs deze hypothese bevestigd. Naast religieus werk maakte Hey portretten van onder meer Karel II van Bourbon, Margaretha van Oostenrijk (ca. 1490), Anna van Beaujeu (ca. 1492), Peter II van Bourbon (ca. 1492), Suzanna van Bourbon (ca. 1492) en Charles Orland (1494). Zijn bekendste werk is het drieluik dat hij rond 1500 maakte voor de kathedraal van Moulins.

## Voetnoten
1. ↑  Deze identificatie wordt nagenoeg algemeen aanvaard en andere hypothesen, zoals Jean Perréal en Jean Prévost, worden niet meer weerhouden. In de 21e eeuw zijn er bijna geen kenners meer die de gelijkstelling van Jean Hey en de Meester van Moulins betwisten, tenzij enkele Franse auteurs die vasthouden aan Jean Prévost: Albert Châtelet, "Non, Jean Hey (Hay) n'est pas le Maître de Moulins" in: Bulletin Monumental, 2003, nr. 4, p. 353-355. DOI:10.3406/bulmo.2003.1870
2. ↑  Erwin Panofsky, "Jean Hey's 'Ecce Homo': Speculations About Its Author, Its Donor and Its Iconography" in: Bulletin des Musées royaux des Beaux-Arts, 1956, p. 99
3. ↑  Het document stelt 1472, maar dat past niet in de chronologie en kan een verschrijving geweest zijn.
4. ↑  Maurice H. Goldblatt, "The 'Master of Moulins' Identified" in: The Connoisseur, 1948, p. 68-73

- Bibliothèque nationale de France: cb13195271w (data)
- Gemeinsame Normdatei: 124301835
- International Standard Name Identifier: 0000 0000 8251 6385
- Library of Congress Control Number: n80081639
- Nationale bibliotheek van Australië: 35902588
- Nationale Bibliotheek van Israël: 987007370854505171
- Nederlandse Thesaurus van Auteursnamen: 372456952
- RKD-Nederlands Instituut voor Kunstgeschiedenis: 54715
- Système universitaire de documentation: 035536268
- Trove: 1138668
- Union List of Artist Names: 500012005
- Virtual International Authority File: 312631841